# Catchu
Singles de Lartiste
Pardonner
(2017) Vai et viens
(2018)
Catchu Catchu (de Catch you en anglais) est un single musical du rappeur Lartiste, extrait de l'album Grandestino.

## Classements
| Classement (2017)                       | Meilleure position |
| --------------------------------------- | ------------------ |
| Belgique (Wallonie Ultratop 50 Singles) | 26                 |
| France (SNEP)                           | 7                  |

## Certification
| Pays   | Organisme | Certification | Seuil                            |
| ------ | --------- | ------------- | -------------------------------- |
| France | SNEP      | Platine       | 20 millions d'équivalent streams |